# Manoel Ferreira (compositor)
Manoel Ferreira (São Paulo, 1930 - Santos, 31 de maio de 2016) , juntamente com sua esposa Ruth Amaral (Rio de Janeiro, 1927 - São Paulo, 2021), foram compositores brasileiros, com a qual compunha em parceria, escrevendo mais de 200 marchinhas de carnaval, conhecidos por terem sido autores de várias famosas marchinhas de Carnaval como: "A bruxa vem aí", "A Pipa do Vovô", "Transplante de Corintiano" (também conhecida por "Coração Corintiano"), "Gigi" e "Me dá um gelinho". Seus principais sucessos foram gravados por Silvio Santos, e eram reproduzidos à exaustão pelo SBT em período carnavalesco. Suas músicas são conhecidas pelo ritmo animado, típico do carnaval, e letras com duplo sentido.
Filho de portugueses, Manoel era o mais novo de seis irmãos e o único a nascer no Brasil. Ainda pequeno, observava a irmã cantar e imaginava quem teria escrito a canção. Já aos 20 anos começou ele mesmo a compor, sendo seu primeiro sucesso a marchinha "Muito bem", escrita em parceira com Arrelia e Antonio Mogica.
Conhecido como "Rei das Marchinhas de Carnaval", sua parceria com Silvio Santos nasceu ainda nos anos 1960, quando Silvio trabalhava na TV Tupi. Segundo Manoel, o dono do Baú se interessou pelas composições e pediu permissão para gravá-las.
Conforme nota da assessoria de imprensa do SBT, ele morreu no dia 31 de maio de 2016, aos 86 anos, em Santos-SP. Ele estava internado no hospital Sociedade Portuguesa de Beneficência e teve insuficiência renal.